# Mielżyński Hrabia

Mielżyński Hrabia

Mielżyński Hrabia według Tadeusza Gajla

Mielżyński Hrabia (Nowina odmienny) – herb hrabiowski nadany w Prusach przedstawicielom polskiego rodu szlacheckiego herbu Nowina.

## Opis herbu
Juliusz Karol Ostrowski podaje dwie wersje herbu. Opis zgodnie z klasycznymi regułami blazonowania:
Mielżyński Hrabia: W polu błękitnym nad srebrnym uchem kotłowym barkiem w dół, miecz rękojeścią do góry. Nad tarczą korona hrabiowska, nad którą hełm z klejnotem w koronie: noga zbrojna zgięta w kolanie, piętą w lewo i do góry. Labry: błękitne, podbite srebrem.
Mielżyński II Hrabia: Tarcza jak powyższy, ale korona hrabiowska na hełmie, tarcza otoczona panopliami, z których z jednej strony zwiesza się wstęga z Orderem Św. Stanisława, a z drugiej z Orderem Orła Białego i labry błękitne, podbite czerwonym.
Sławomir Leitgeber przytacza dewizę hrabiów Mielżyńskich FRANGITUR NEC FLECTATUR.
Tadeusz Gajl podaje swoistą kompilację obu herbów opisanych przez Ostrowskiego, gdzie ogólny układ herbu jest jak w Mielżyński Hrabia, ale labry jak w Mielżyński II Hrabia. Pod tarczą herbową Gajl umieścił dewizę przytaczaną przez Leitgebera.

## Najwcześniejsze wzmianki
Herb z pruskim tytułem hrabiowskim otrzymali różni przedstawiciele rodu Mielżyńskich czyli wielkopolskiej rodziny szlacheckiej z Mielżyna i Brudzewa, znanej już od XIV wieku. Wedle Ostrowskiego, z herbem Mielżyński II Hrabia tytuł otrzymał 19 września 1786 roku przedstawiciel młodszej gałęzi pawłowickiej, Maksymilian Mielżyński. Natomiast z herbem Mielżyński Hrabia tytuł otrzymać miał przedstawiciel starszej chobienickiej gałęzi rodu, Maciej Mielżyński rozkazem z 12 lipca 1817 roku, potwierdzonym dyplomem z 20 stycznia 1818 roku.
Wizerunek herbu w pracy Tyroffa z 1828 roku odpowiada niemalże opisowi herbu Mielżyński II Hrabia, poza orderami, których u Tyroffa brak.
Maximillian Gritzner i Adolf Hildebrandt w 1889 roku przytoczyli wizerunek herbu Mielżyński Hrabia z polem czerwonym, nie błękitnym, gdzie korona hrabiowska znajdowała się na hełmie w miejsce szlacheckiej, nie zaś na tarczy herbowej.
Juliusz Karol Ostrowski przytaczając opis wspomnianych dwóch wersji tego herbu w 1906 roku odnotował omyłkę Gritznera i Hildebrandta.

## Herbowni
Jedna rodzina herbownych (herb własny):
Hrabia (graf) Mielżyński.